# جوزف ویلیامز (موسیقی‌دان)
جوزف ویلیامز (انگلیسی: Joseph Williams؛ زادهٔ ۱ سپتامبر ۱۹۶۰) یک موسیقی‌دان اهل ایالات متحده آمریکا است.
وی فرزند جان ویلیامز آهنگساز مشهور سینما است.